# Bléruais
Bléruais é uma comuna francesa na região administrativa da Bretanha, no departamento Ille-et-Vilaine. Estende-se por uma área de 3,26 km². Em 2010 a comuna tinha 111 habitantes (densidade: 34 hab./km²).